# Villa Cavrois
Vila Cavrois je budova v mezinárodním stylu, která se nachází v severofrancouzském městě Croix. Byla postavena v letech 1929–1932 pro majitele místní textilní továrny Paula Cavroise. Autorem projektu je francouzský architekt Robert Mallet-Stevens. 
Vila je dlouhá 60 metrů a vyznačuje se nápadně žlutou cihlovou fasádou. Má rozlohu 3800 m², z toho 1840 m² zaujímá obytná plocha, patří k ní 830 m² teras a 17 600 m² zahrad. Architekt ji navrhl jako Gesamtkunstwerk spojující estetiku a účelnost. Měla být novodobým zámkem poskytujícím maximální pohodlí v hygienickém prostředí, zahrada nabízela sportovní vyžití včetně velkého plaveckého bazénu. Elegantní proudnicové tvary byly inspirovány zaoceánskými plavidly. Na interiéry byl použit švédský zelený mramor i kubánský mahagon, každý pokoj byl navržen v odlišném stylu. Dům poskytoval veškerý moderní komfort jako je výtah, elektrické osvětlení, tekoucí teplá i studená voda, telefony a ledničky.
Rodina Cavroisova zde bydlela do roku 1985 (s výjimkou druhé světové války, kdy se v objektu usadila německá armáda). Pak se dům stal majetkem realitní kanceláře, chátral a uvažovalo se o demolici. V roce 1990 byla vila vyhlášena francouzskou historickou památkou. Roku 2001 ji odkoupil stát, proběhla rekonstrukce a od roku 2015 je přístupná návštěvníkům jako muzeum. Ročně ji zhlédne více než 100 000 návštěvníků. 